# 75 v. Chr.
Portal Geschichte | Portal Biografien | Aktuelle Ereignisse | Jahreskalender | Tagesartikel

◄ |
2. Jahrhundert v. Chr. |
1. Jahrhundert v. Chr. |
1. Jahrhundert |
►

◄ | 90er v. Chr. | 80er v. Chr. | 70er v. Chr. | 60er v. Chr. |
50er v. Chr. |
►

◄◄ | ◄ | 78 v. Chr. | 77 v. Chr. | 76 v. Chr. | 75 v. Chr. |
74 v. Chr. |
73 v. Chr. |
72 v. Chr. |
► |
►►
Staatsoberhäupter

## Ereignisse
- Marcus Tullius Cicero ist Quästor auf Sizilien.
- König Nikomedes IV. von Bithynien stirbt um den Jahreswechsel zu 74 v. Chr. und vererbt sein Reich den Römern.
- Publius Servilius Vatia unterwirft die Isaurier in Kleinasien.

## Geboren
- um 75 v. Chr.: Publius Petronius, römischer Ritter, Präfekt von Ägypten († nach 20 v. Chr.)